# 丁振军

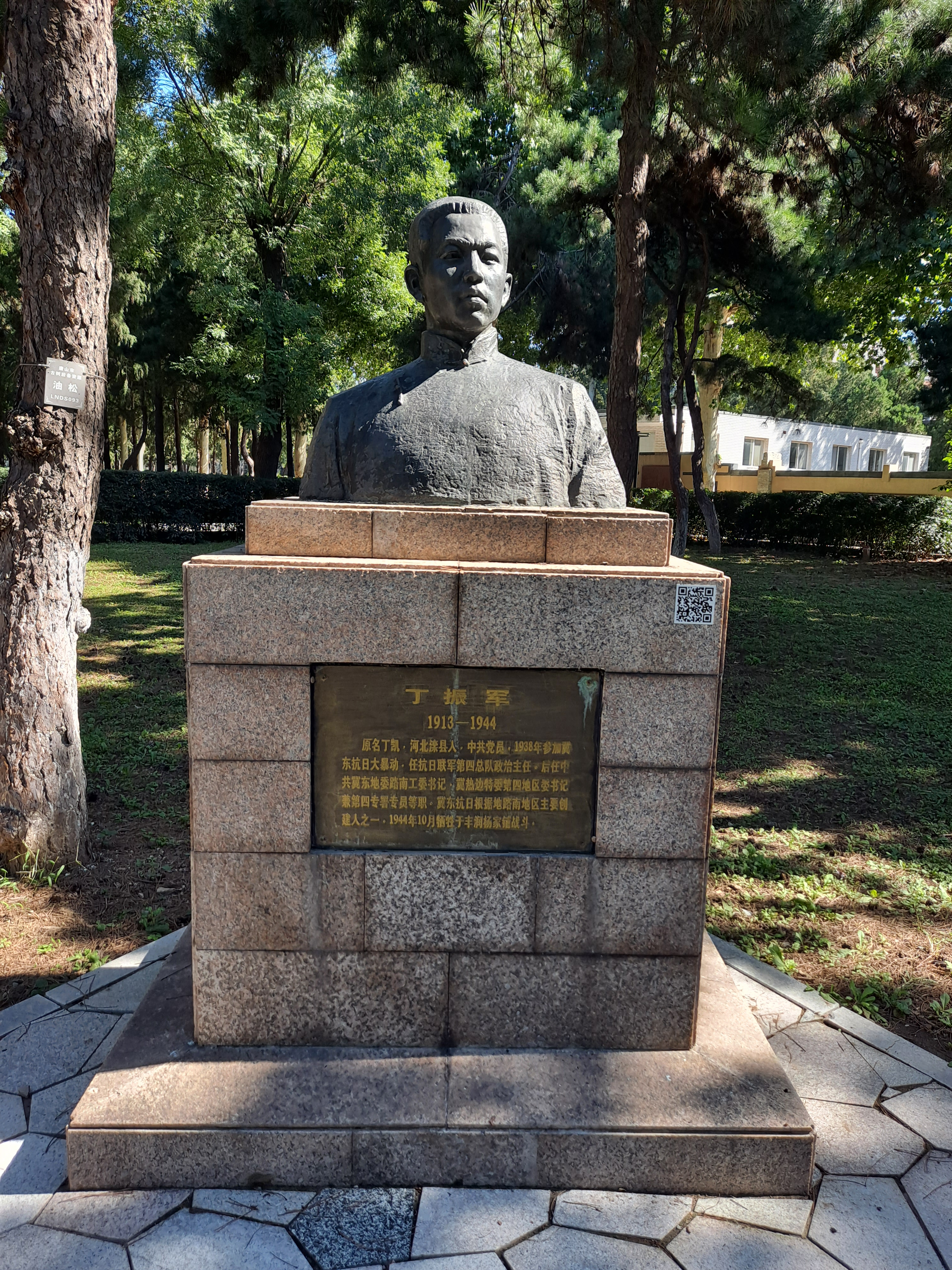
冀东烈士陵园丁振军铜像

丁振军（1913年—1944年），原名丁凯。河北省滦县人。八路军将领。

## 生平
1928年考入滦县汇文中学，毕业后任小学教员。1934年加入中国共产党。以教员身份为掩护从事中共地下工作，宣传群众，发展党组织。1940年，任冀东东部行政办事处主任．组织群众进行抗日斗争。1942年，任中共路南工委书记兼路南办事处主任。后任中共冀东四地委书记、十三地委书记兼十三军分区政委等职，积极领导根据地军民开展反扫荡战争。1944年，在丰润县杨家铺战斗中阵亡。

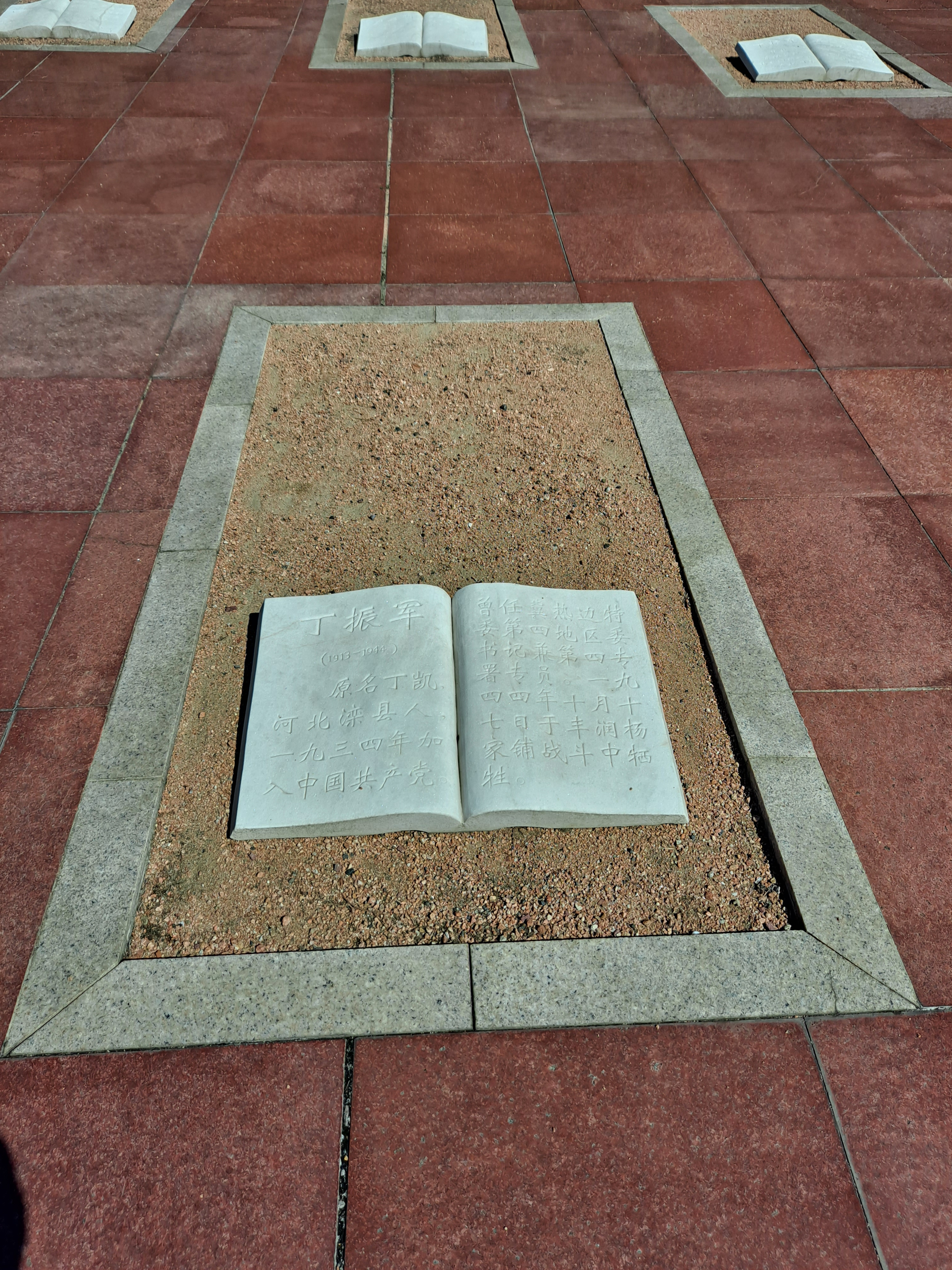
丁振军烈士墓